# 巴卡洛韋
46°52′55″N 30°7′4″E / 46.88194°N 30.11778°E
巴卡洛韋（烏克蘭語：Бакалове）是位於烏克蘭西南部的村莊，由敖德萨州羅茲季利納區的羅茲季利納市鎮負責管轄。該村始建於1953年，面積0.56平方公里，海拔高度101米，2001年人口156，人口密度每平方公里279.57人。